# Moussa Dey Béri
Moussa Dey Béri (auch: Moussadei Béri, Moussadey Béri, Moussadèye Béri sowie kurz Moussadei, Moussa Dey, Moussadey und Moussadèye) ist ein Dorf in der Landgemeinde Sokorbé in Niger.

## Geographie
Das von einem traditionellen Ortsvorsteher (chef traditionnel) geleitete Dorf befindet sich etwa zwölf Kilometer südlich von Sokorbé, dem Hauptort der gleichnamigen Landgemeinde, die zum Departement Loga in der Region Dosso gehört. Zu den größeren Dörfern in der Umgebung von Moussa Dey Béri zählen Mokko im Südosten, Garankédey im Südwesten, Karma im Westen und Koygolo im Nordwesten.
Moussa Dey Béri ist ein Zarma-Dorf. Der traditionelle Ortsvorsteher trägt den Titel Kwarakoy. Die Siedlung ist Teil der Übergangszone zwischen Sahel und Sudan. Die durchschnittliche jährliche Niederschlagshöhe beträgt hier zwischen 400 und 500 mm.

## Geschichte
Die 224 Kilometer lange Piste für Reiter zwischen Niamey und Dogondoutchi, die durch Moussa Dey Béri führte, galt in den 1920er Jahren als einer der Hauptverkehrswege in der damaligen französischen Kolonie Niger. Der staatliche Stromversorger NIGELEC elektrifizierte das Dorf ab 2013.

## Bevölkerung
Bei der Volkszählung 2012 hatte Moussa Dey Béri 6742 Einwohner, die in 900 Haushalten lebten. Bei der Volkszählung 2001 betrug die Einwohnerzahl 4765 in 623 Haushalten und bei der Volkszählung 1988 belief sich die Einwohnerzahl auf 5072 in 653 Haushalten.

## Wirtschaft und Infrastruktur

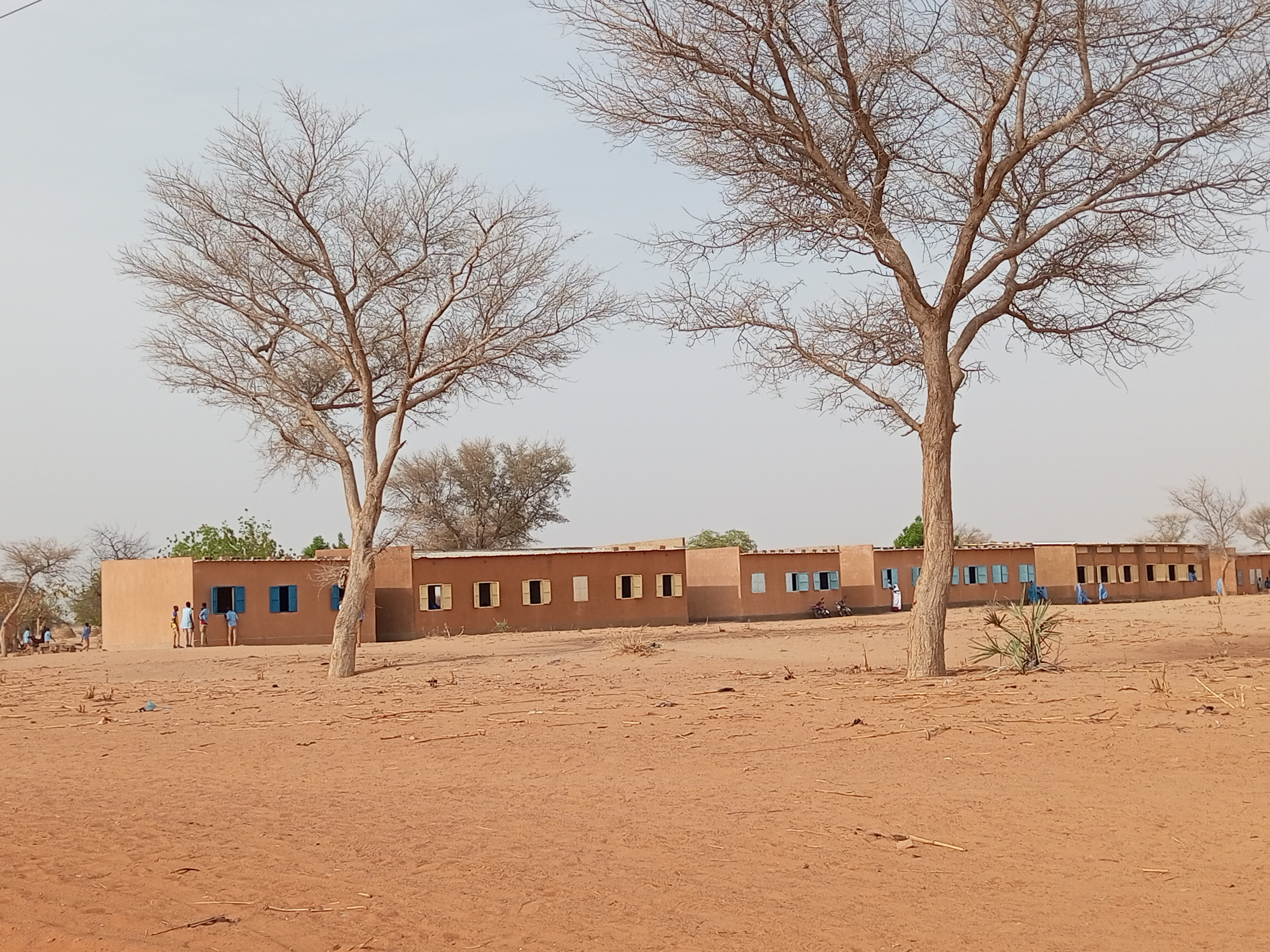
Schulkomplex in Moussa Dey Béri (2024)

Im Dorf gibt es einen Wochenmarkt. Der Markttag ist Sonntag. Mit einem Centre de Santé Intégré (CSI) ist ein Gesundheitszentrum vorhanden. Der CEG Moussa Dey ist eine Schule der Sekundarstufe des Typs Collège d’Enseignement Général. Durch Moussa Dey Béri führt die 70,9 Kilometer lange Nationalstraße 14 zwischen den Städten Dosso und Loga. Es handelt sich um eine moderne Erdstraße.